# El último anillo
El último portador del anillo (En Ruso :Последний кольценосец) es un libro de fantasía 1999 del autor ruso Kirill Eskov. Es una relectura y secuela alternativa de la obra El Señor de los Anillos de J. R. R. Tolkien desde la perspectiva de los orcos, traducido a numerosos idiomas.

## Trama
La novela se basa en la premisa de que el relato de Tolkien es una "historia escrita por los vencedores". En la versión de Eskov de la historia, Mordor es descrito como un país pacífico al borde de una revolución industrial, que es una amenaza para la facción belicista e imperialista representada por Gandalf (cuya actitud ha sido descrita por Saruman como "La Solución Final al problema Mordoriano ") y los elfos. Por ejemplo, Barad-dûr, la ciudadela de Sauron, se describe en el capítulo 2 como

... esa asombrosa ciudad de alquimistas y poetas, mecánicos y astrónomos, filósofos y médicos, el corazón de la única civilización de la Tierra Media que apostó por el conocimiento racional y lanzó valientemente su tecnología apenas adolescente contra la magia antigua. La brillante torre de la ciudadela de Barad-dûr se elevó sobre las llanuras de Mordor casi tan alta como Orodruin como un monumento al hombre libre de hombre que había rechazado cortés pero firmemente la tutela de los moradores en lo alto y comenzó a vivir por su propia razón. Era un reto para el occidental agresivo, que todavía se quitaban piojos en sus "castillos" de troncos al monótono canto de escaldados, exaltando las maravillas de un Númenor que nunca había existido.

La historia comienza recaptando la Guerra del Anillo. El anillo en sí es un ornamento lujoso, pero sin poder, elaborado por Nazgûl (un grupo de antiguos científicos y filósofos que se turnan como los Nueve para guiar a Mordor a través de su industrialización) para distraer a Gandalf y los Elfos mientras Mordor construye su ejército. Aragorn es retratado como un títere de los elfos que han sido instruidos para usurpar el trono de Gondor asesinando a Boromir (quien había descubierto solo después de que Merry y Pippin fueran capturados) antes de que Gandalf retire a Denethor. Arwen, siendo 3000 años más vieja, desprecia a Aragorn pero utiliza su unión para cimentar la soberanía élfica sobre Gondor. Faramir ha sido exiliado en Ithilien, donde es mantenido bajo vigilancia con Éowyn. Los Elfos también han corrompido a la juventud de Umbar, que pretenden utilizar como un punto de apoyo en Harad y Khand.
Después de derrotar al ejército Mordoriano, los Elfos entran en Mordor para masacrar a civiles con la ayuda de Hombres de Oriente, supuestamente para eliminar a las clases "educadas". Dos soldados orcos ("Orco" que es un insulto usado por Occidente contra extranjeros), Haladdin y Tzerlag, huyen de la batalla. Rescatan a Tangorn, un noble gondoriano que había quedado enterrado en el desierto por intentar detener una de las masacres. Localizan a los mercenarios y matan al Elfo, Eloar, tomando sus posesiones.
Haladdin es visitado pronto por el último de los Nazgûl, Sharya-Rana, quien explica que el mundo físico, Arda, está ligado al mundo mágico de donde provienen los elfos, por el poder del espejo de Galadriel en Lórien y los palantiri. Se le da la tarea de destruir el espejo para separar los mundos y completar el objetivo de hacer a los hombres verdaderamente libres. Haladdin es elegido como un individuo raro en el que no hay absolutamente ninguna magia, y tiene una tendencia a comportarse irracionalmente, como por ejemplo, unirse al ejército Mordoriano como un médico para impresionar a su novia y casi morir como resultado, en lugar de poner su talento para un mejor uso en casa en la universidad. Mientras que el Nazgûl no puede prever cómo acabará la búsqueda, puede proporcionar a Haladdin información útil, incluyendo la localización del palantíri en esos momentos.
Se elabora un plan que implica falsificar una carta de Eloar por un experto Mordoriano. Tangorn logra organizar una reunión con los Elfos en Umbar, evitando los esfuerzos de Gondor para eliminarlo. Finalmente es asesinado, lo que convence a los Elfos para que transmitan su mensaje a la madre de Eloar, Eornis, miembro de la jerarquía gobernante de Lórien. Ella es llevada a creer que su hijo ha sido capturado en lugar de haber sido asesinado. Un investigador mordoriano que desarrolla armas de vuelo (bajo el patrocinio secreto de Aragorn) deja caer un palantir en Lórien, y se ordena a Eornis llevarlo al espejo de Galadriel. Esto se supone que prueba que ella está en Lórien, donde se le permitirá comunicarse con Eloar.
A la hora señalada, Haladdin trae otro palantír al Monte del destino. Gandalf descubre su plan y, preocupado porque la magia sea desterrada de la Tierra Media, lanza un remoto hechizo en el palantír para convertir a su usuario en piedra, pero esto no tiene efecto. Saruman, a pesar de oponerse a los métodos de Gandalf, cree que la hipótesis de Sharya-Rana sobre la relación entre los mundos mágico y físico es incorrecta e intenta razonar con Haladdin. Sin embargo, Tzerlag toca el palantír por error y comienza a convertirse en piedra. En un ataque de irracionalidad, Haladdin decide dejar caer el palantír en el Monte del Destino porque Saruman es incapaz de revertir el hechizo de Gandalf.
Esto hace que el Fuego Eterno se transmita al otro palantíri y al Espejo, destruyéndolos junto con la magia de los Elfos.
Haladdin se va a auto-exilio y los descendientes de Tzerlag transmiten la historia oralmente, aunque en el registro histórico se sostiene oficialmente la versión de Aragorn. Aunque despreciado por la aristocracia gondoriana, Aragorn encuentra favor al pueblo, ya que sus políticas resultan en un "milagro económico" y tras su muerte, sin hijos, el trono vuelve al "legítimo" rey Faramir. Los Elfos terminan su ocupación de Mordor y eventualmente abandonan la Tierra Media, que entra en la era industrial.

## Estado de la publicación
Aunque traducido a varios idiomas, el libro no ha tenido un lanzamiento comercial en inglés. Varias editoriales de habla inglesa han considerado la posibilidad de realizar una traducción, pero cada una ha abandonado sus planes debido al potencial de litigio de la finca Tolkien, que tiene una historia de objeciones estrictas a cualquier obra derivada, especialmente en inglés. En 2010, Yisroel Markov tradujo el libro al inglés; su texto ha aparecido como un ebook libre y no comercial, y Eskov ha aprobado oficialmente esta liberación. Mark Le Fanu, secretario general de la Sociedad de Autores, opinó que a pesar de ser no comercial, el libro sigue constituyendo una infracción de derechos de autor.. Los derechos de autor de Tolkien duran hasta 2043

## Lista de traducciones
- Czech: Poslední Pán Prstenu
- English: The Last Ringbearer
- Estonian: Viimane sõrmusekandja
- Polaco: Ostatni Władca Pierścienia
- Portugués: O Último Anel
- Español: El último anillo